# Gournay-le-Guérin
 Gournay-le-Guérin  là một xã thuộc tỉnh Eure trong vùng Normandie miền bắc nước Pháp.